# Jewgienij Dimitropuło
Jewgienij Dimitropuło, ros. Евгений Димитропуло, gr. Εὐγένιος Δημητρόπουλος (ur. w 1936, Mołdawska SRR, ZSRR) – radziecki piłkarz pochodzenia greckiego, grający na pozycji napastnika.

## Kariera piłkarska
W 1960 roku rozpoczął karierę piłkarską w klubie Vierul Kiszyniów. Latem 1960 został zaproszony do pierwszoligowej Moldovy Kiszyniów. W 1962 przeniósł się do Piszczewika Tyraspol, który zmienił potem nazwę na Lukhraful Tyraspol. W 1964 zakończył karierę piłkarską.